# Samuel Ogazi
Samuel Ogazi (* 14. Mai 2006 in Kaduna) ist ein nigerianischer Sprinter, der sich auf den 400-Meter-Lauf spezialisiert hat.

## Sportliche Laufbahn
Erste internationale Erfahrungen sammelte Samuel Ogazi im Jahr 2022, als er bei den U20-Weltmeisterschaften in Cali mit der nigerianischen 4-mal-400-Meter-Staffel im Vorlauf disqualifiziert wurde. Im Jahr darauf siegte er bei den U18-Afrikameisterschaften in Ndola in 20,93 s im 200-Meter-Lauf sowie in 46,01 s auch über 400 Meter. Im August siegte er dann bei den Commonwealth Youth Games in Port-of-Spain in 21,22 s und 46,99 s über 200 und 400 Meter und belegte mit der Mixed-Staffel in 3:28,31 min den vierten Platz. Zudem begann er im selben Jahr ein Studium an der University of Alabama in den Vereinigten Staaten. Bei den World Athletics Relays 2024 in Nassau wurde er in 3:12,87 min Vierter in der Finalrunde in der Mixed-Staffel und sicherte damit dem nigerianischen Team einen Startplatz bei den Olympischen Spielen in Paris. Anschließend gewann er bei den Afrikameisterschaften in Douala in 45,47 s die Bronzemedaille über 400 Meter hinter dem Senegalesen Cheikh Tidiane Diouf und Lee Eppie aus Botswana. Im August verpasste er bei den Olympischen Sommerspielen in Paris den Finaleinzug in der Mixed-Staffel und belegte über 400 Meter in 44,73 s im Finale den siebten Platz.

## Persönliche Bestzeiten
- 200 Meter: 20,71 s (0,0 m/s), 6. April 2024 in Tuscaloosa
- 400 Meter: 44,41 s, 6. August 2024 in Paris (nigerianischer U20-Rekord)
  - 400 Meter (Halle): 46,27 s, 23. Februar 2024 in Fayetteville (U20-Afrikarekord)